# Iliomar (Verwaltungsamt)
| \| \| |
|       |

|  |

Iliomar ist ein osttimoresisches Verwaltungsamt (portugiesisch Posto Administrativo) in der Gemeinde Lautém. Der Sitz der Verwaltung befindet sich im Suco Aelebere im Ort Iliomar.

## Name
Der Ortsname leitet sich ab von den Makalero-Wörtern Ili (deu.: Stein) und omar (Pfahlhaus). Der Name stammt von einem Felsblock in Iliomar, der die Form eines traditionellen Hauses der Fataluku (Dagada) hat.

## Geographie

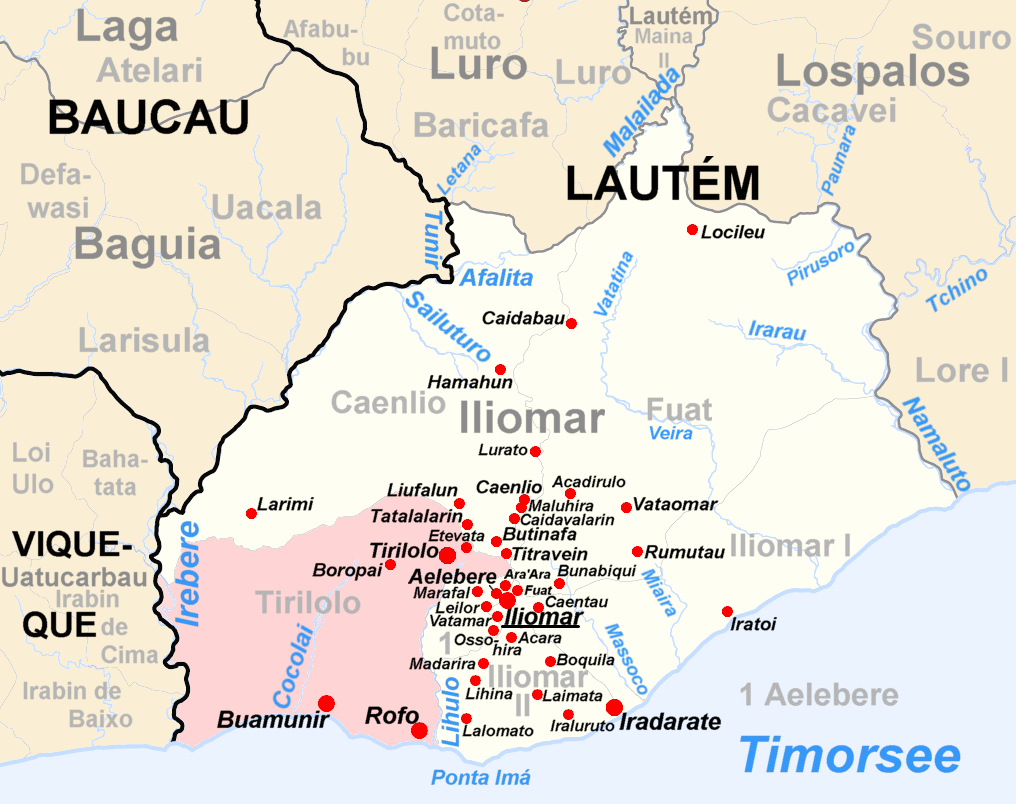
Sucos von Iliomar (Grenzen von vor 2015)

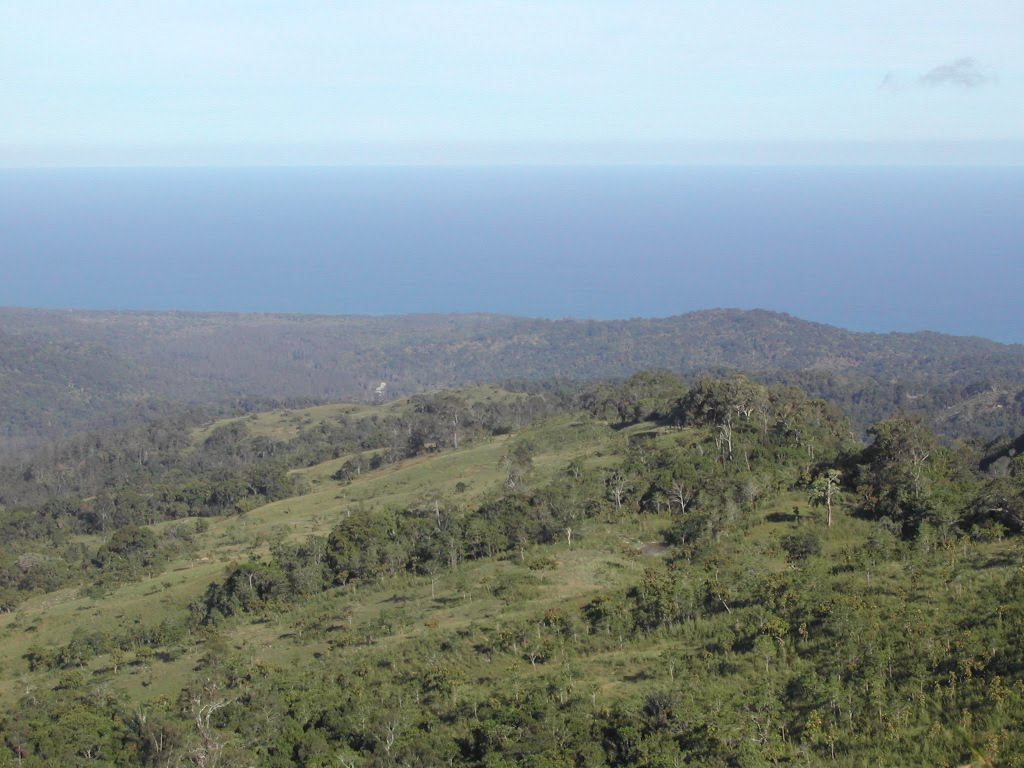
Blick in Richtung der Timorsee im Süden

Das Verwaltungsamt Iliomar hat eine Fläche von 302,10 km². Bis 2014 wurden die Verwaltungsämter noch als Subdistrikte bezeichnet. Die Gebietsreform 2015 veränderte die Außengrenzen Iliomars nicht, deutliche Änderungen gab es aber innerhalb Iliomars bei den Grenzen der Sucos.
Iliomar liegt im Südwesten von Lautém. Im Süden liegt die Timorsee, im Osten grenzt Iliomar an die Verwaltungsämter Lospalos und Loré, im Norden an Luro und an einer schmalen Stelle an das Verwaltungsamt Lautém. Die Gemeinde Baucau liegt im Nordosten mit ihrer Verwaltungsamt Baguia und im Westen die Gemeinde Viqueque mit dem Verwaltungsamt Uatucarbau. Das Verwaltungsamt Iliomar teilt sich in sechs Sucos: Aelebere, Caenlio (Cainliu), Fuat, Iliomar I, Iliomar II und Tirilolo (Trilolo). Tirilolo ist als urban klassifiziert.
Das Verwaltungsamt ist stark bewaldet und gebirgig. Die höchsten Erhebungen sind der Acadiroloho (728 m), der Naunili (876 m), der Punaramato (861 m) und der Darabu (638 m). Sie alle liegen entlang der Hauptstraße vom Ort Iliomar in die Gemeindehauptstadt Lospalos. Den westlichen Grenzfluss zu Uatucarbau bildet der Irebere, den östlichen zum Suco Lore I (Verwaltungsamt Lospalos) der Namaluto. Dazwischen münden von West nach Ost der Cocolai, der Lihulo, der Massoco, der Miaira und der Veira in die Timorsee.
Die Wälder beim Naunili, an der Grenze zu Lore I und am Irebere bestehen aus Teak (tectona grandis), Mahagonigewächse, Bambus, Acacia, Kenari (canarium amboinense), dem Narrabaum (Pterocarpus indicus), Rupi malai, Malahu, Amacu, Porea akam, Tamarinde (Tamarindus indica), Schleichera oleosa, Kasuarinen und Eukalypten. An der Küste leben Leistenkrokodile, die als heilig angesehen und daher nicht gejagt werden. Weitere größere Tiere in Iliomar sind der Mähnenhirsch, Javaneraffen, das Sulawesi-Pustelschwein, Kuskus, Fleckenmusang, Timor-Waran und Tokeh. Dazu kommen Flughunde und Fledermäuse, Schlangen und an der Küste Meeresschildkröten. Auch die McCords Schlangenhalsschildkröte soll hier vorkommen. An der Mündung des Ireberes wurden 16.554 ha zu einer Important Bird Area erklärt worden.
In der Regenzeit zwischen Dezember und Juli fallen etwa 1600 bis 2700 mm Regen und die Temperaturen erreichen gerade im Juni/Juli tagsüber „nur noch“ 24 °C. Die Nächte können empfindlich kühl werden, zumal ein Großteil der Bevölkerung in einfachen Hütten lebt und selten Matratzen oder Decken hat. Entsprechend häufig sind dann Erkältungskrankungen. Auch Malaria, Denguefieber und Cholera sind ein großes Problem in der Region.

Klimadaten
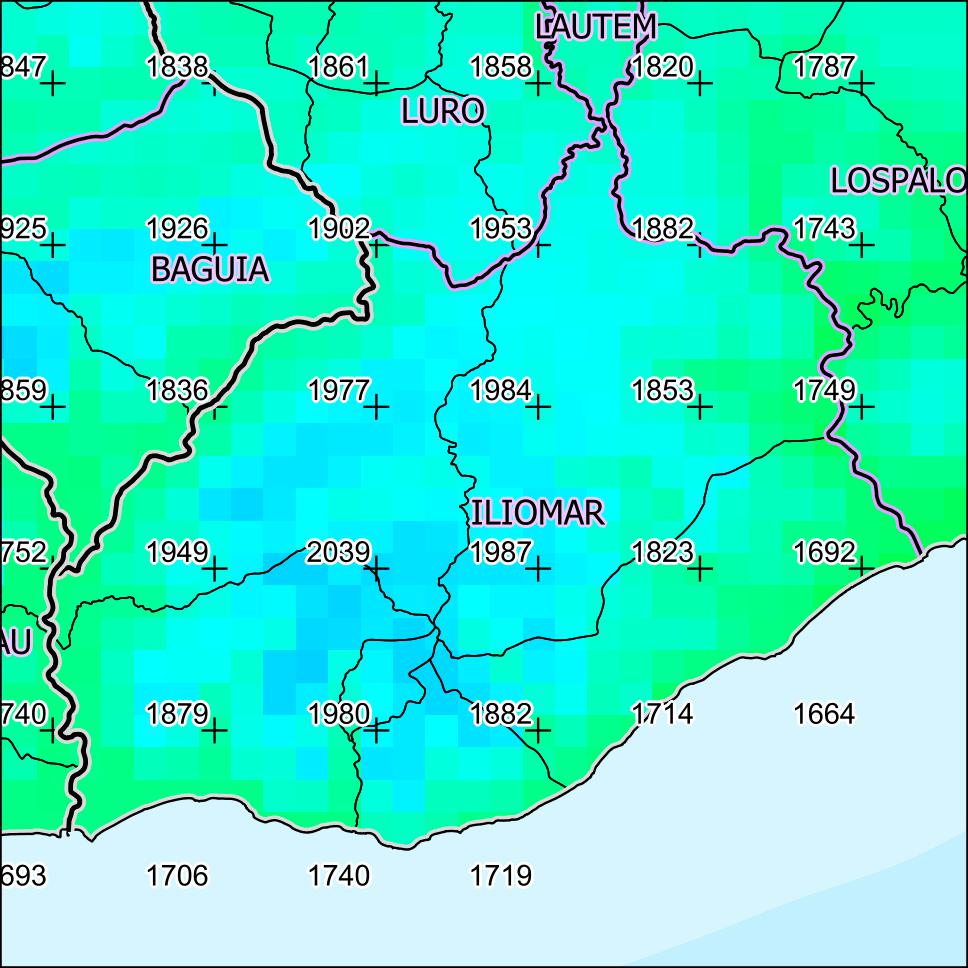
Jährliche Niederschlagsmenge (2000)
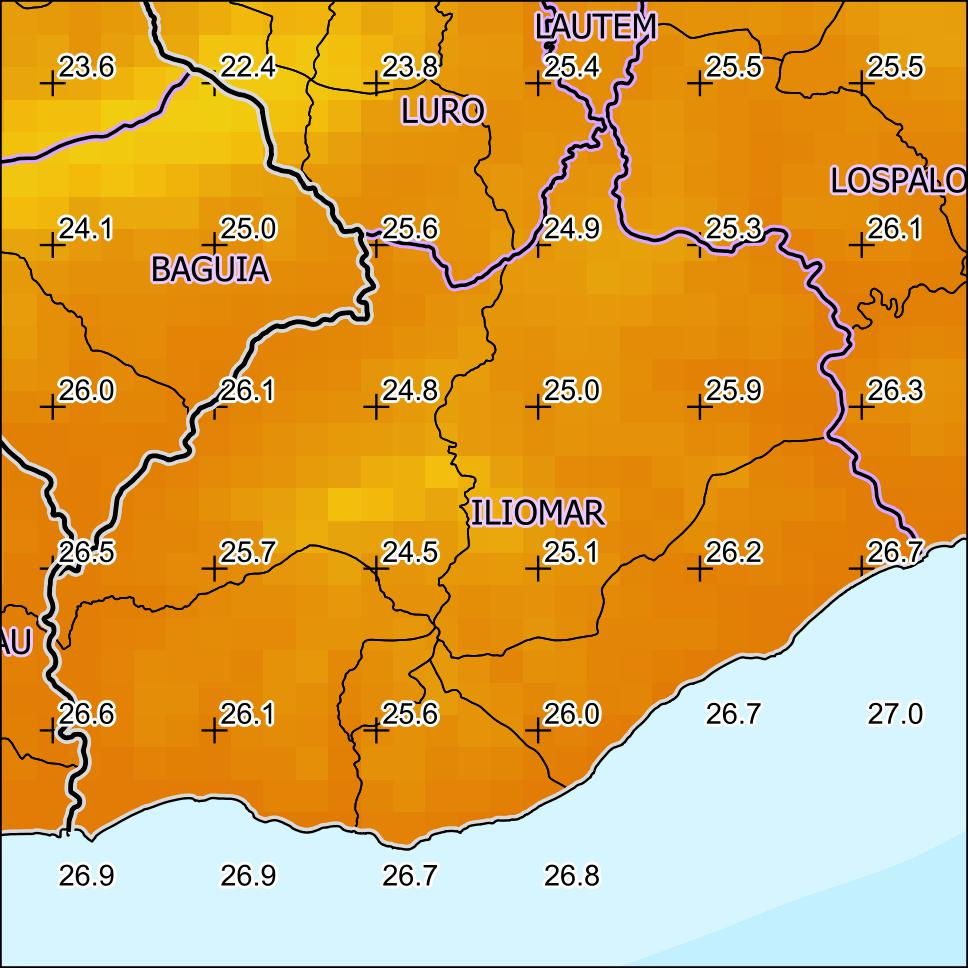
Jahresdurchschnitts-temperatur (2000)
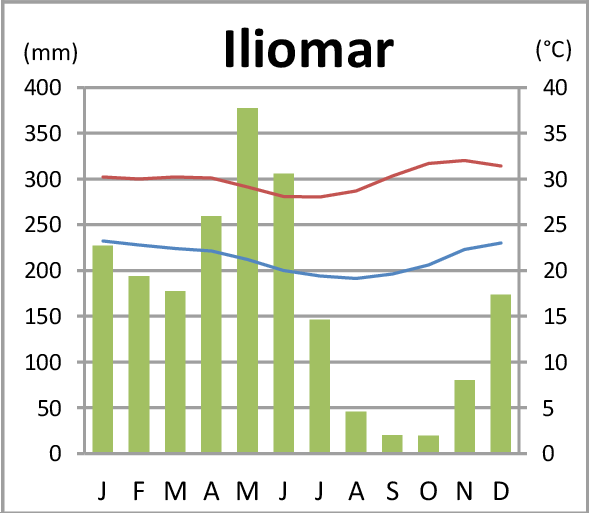
Klimadiagramm

## Bevölkerung und Kultur
In Iliomar leben 6.569 Menschen (2022), davon sind 3.202 Männer und 3.367 Frauen. Im Verwaltungsamt gibt es 1.639 Haushalte. Die größte Sprachgruppe bilden die Sprecher des Makalero. Diese Nationalsprache wird traditionell nur im Verwaltungsamt Iliomar gesprochen. Der Altersdurchschnitt beträgt 16,0 Jahre (2010, 2004: 18,2 Jahre).
Eine große Rolle in der Gesellschaft der Makalero in Iliomar spielt Fulidai-dai, was man mit einem kulturellen System der Nachbarschaftshilfe vergleichen kann. Fulidai-dai fördert in seinem Kern eine verstärkte Zusammenarbeit, gegenseitige Hilfe und freiwillige Beiträge. Sein Hauptzweck besteht darin, Einzelpersonen zum Handeln zum Wohle der Gemeinde anstatt zum Wohle eines Einzelnen anzuhalten. Zu den Grundsätzen gehören Solidarität, Kollektivität, Austausch und gegenseitige Hilfe. So wird gemeinsam Ackerland gewonnen, gepflanzt, geerntet, Häuser gebaut oder Festlichkeiten vorbereitet. Fehlverhalten wird mit der Tradition des Tara Bandu (Tarabandu) behandelt. Beispielsweise beleidigte ein Dorfbewohner während einer Zeremonie Vertreter der Regierung. Der Übeltäter stiftete Fleisch und den lokalen Palmwein für eine Tara-Bandu-Zeremonie mit den Ältesten und lokalen Würdenträgern aus der ganzen Gemeinde Lautém, inklusive des katholischen Pfarrers. Während der Zeremonie wurde über das Vergehen gesprochen und darüber, wie wichtig Vergebung sei. Der Name des Übeltäters wurde dabei nie genannt, weil das gesamte Dorf die Verantwortung für das Fehlverhalten des Einzelnen übernommen hatte.
Fast alle Männer tragen Macheten, die lokal „Katana“ genannt werden. Hunde hält man sich auch für die eigentlich illegale Jagd, während Hauskatzen selten sind und als wertvoll gelten. Freizeitbeschäftigung ist der Hahnenkampf (adu ayam) an Donnerstag und Sonntag Nachmittag. Die Jugend spielt Fußball, Volleyball und Basketball. Ältere Frauen kauen Betelnüsse (Sirih) und zu Festlichkeiten trinkt man Palmwein (Tuak), wobei öffentliche Trunkenheit unüblich ist. Ebenso gibt es kaum Kriminalität, aber häusliche Gewalt ist, wie im restlichen Osttimor ein großes Problem.
Die traditionellen Pfahlbauten, wie man sie auch von den Fataluku kennt, werden nur noch selten als Wohnhaus benutzt. Meist handelt es sich um Reliquienhäuser (Uma Lulik). Auch Stroh und Palmblätter werden immer mehr durch Bleche als Material für die Dächer ersetzt. Die heutigen Wohnhäuser sind meist zehn Quadratmeter große Hütten mit Holzwänden. Der Küchenbereich ist in der Regel abgetrennt.

## Geschichte

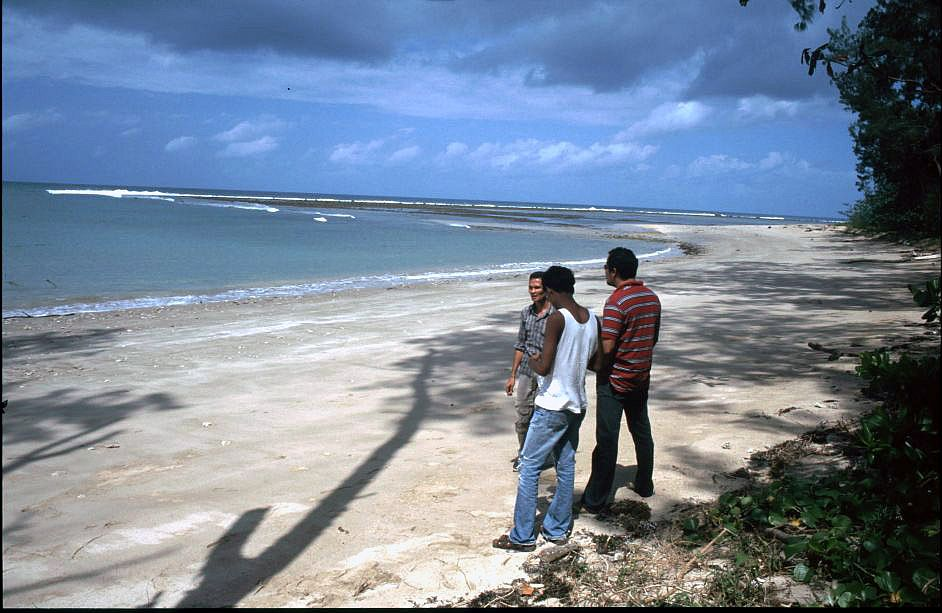
Das Ufer des ehemaligen Hafens

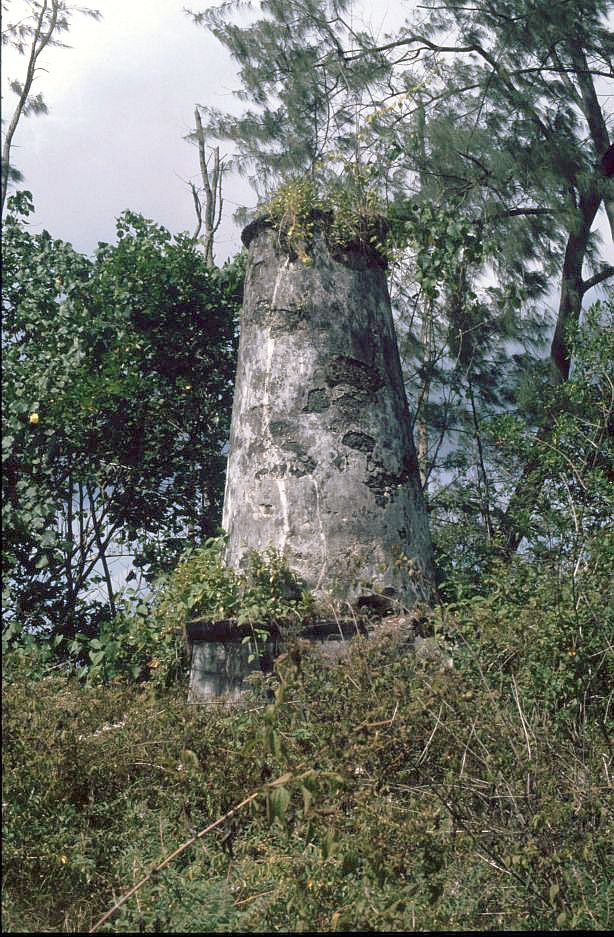
Der alte Leuchtturm bei Iliomar

Traditionell teilen sich die Makalero in verschiedene Clans, deren Schöpfungsgeschichte für Außenstehende tabu ist. Die falsche Wiedergabe dieser führt nach dem Glauben zu einem frühen Tod oder hat ähnlich schlimme Folgen.
Die damaligen Herrscher Nokameta und Rapimeta verlegten die Orte Iliomar I und II, vermutlich um 1894, ein paar Kilometer entlang der Küste nach Nordosten an ihre heutigen Standorte. 1904 wurde in Iliomar ein portugiesischer Militärposten mit Fort und Hafen errichtet. Das hier unterbrochene Korallenriff bot dem Hafen Schutz. Heute sind von den Anlagen nur noch Ruinen übrig. Uatucarbau war damals Teil Iliomars und kam erst später zu Viqueque.

Einwohner aus Iliomar im Álbum Fontoura (vor 1940)
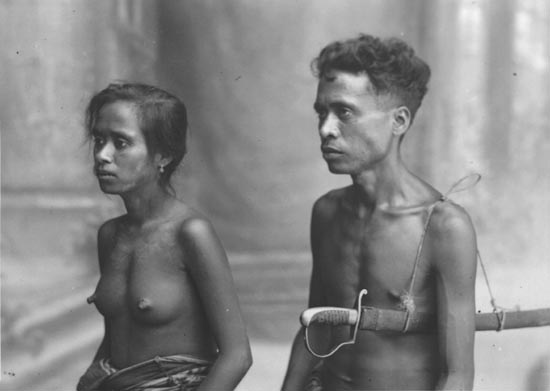
Naueti (aus dem damals zu Iliomar gehörendem Uatucarbau)
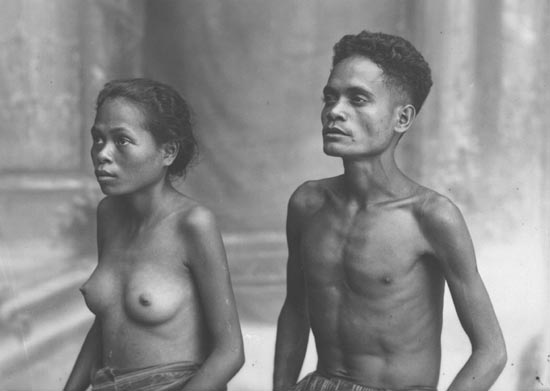
Makasae
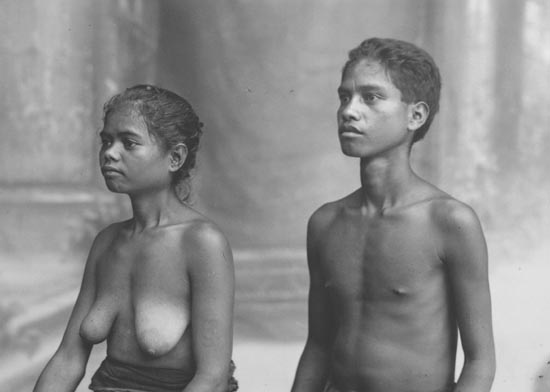
„Maceler“ (Makalero)

Iliomar war 1976 ein Rückzugsgebiet der FALINTIL, die gegen die indonesischen Invasoren kämpfte. Hier gründete sie eine base de apoio, eine Widerstandsbasis, die Zuflucht für Flüchtlinge aus Iliomar, Lospalos und Uatucarbau bot. Von den 3000 timoresischen Assimilados und europäischen Portugiesen verließen bis zum Ende des Bürgerkrieges 80 % die Kolonie. Der Widerstandskämpfer Francisco Ruas Hornay hatte in Iliomar seine Heimatbasis. Er wurde aber aufgrund von internen Kämpfen in der FRETILIN gefangen gesetzt und am 24. November 1976 hingerichtet.
Erst ab 1977 begann die indonesische Armee mit Angriffen auf das Verwaltungsamt von Iliomar. Die Einwohner von Fuat flohen nach Luro. Ende des Jahres wurde auch die restliche Bevölkerung von Iliomar durch die FRETILIN evakuiert. Zunächst zum Berg Legumau, und als die Indonesier im Juni 1978 von Uatucarbau aus anrückten, weiter nach Lavateri und schließlich zum Matebian. Nach dem Zusammenbruch des Widerstands dort am 22. November 1978 wollten die Einwohner Iliomars wieder in ihre Heimat zurückkehren. Am 28. November trafen sie auf indonesische Truppen, die sie zur Militärbasis in Baguia brachten, wo sie verhört wurden. Als FRETILIN-Führer Identifizierte wurden gefoltert und zum Teil hingerichtet. Die anderen konnten in den damaligen Subdistrikt Iliomar zurückkehren. Die ersten drei Wochen ließen sich 4000 bis 6000 Flüchtlinge um den alten portugiesischen Stützpunkt nieder. Dann trafen indonesischen Soldaten vom Bataillon 328 und Hansip-Milizionäre in Iliomar ein. Sofort wurden um den Posten sechs Militärposten eingerichtet. Die Chefes de Suco wurden angewiesen ihre Leute zu reorganisieren. Notunterkünfte wurden innerhalb des Militärrings errichtet. Portugiesisch wurde als Sprache verboten. Niemand durfte sich weiter als einen Kilometer von dem alten portugiesischen Posten entfernen, auch nicht zur Nahrungssuche. Wer sich nicht daran hielt, dem drohte die Erschießung. Jede Familie erhielt pro Woche Mais in Dosen, der gerade mal für drei Mahlzeiten reichte. Trotz vorhandener Möglichkeit wurde den Einheimischen verboten Gärten anzulegen. Bald kam es zu einer Hungersnot. Cholera und Beriberi brachen aus und Menschen starben. Eine Zeit lang wurde einigen Wenigen erlaubt, außerhalb des Lagers nach Essbarem zu suchen, doch als 162 Timoresen flohen, wurde diese Erleichterung wieder abgeschafft. Es wird geschätzt, dass in Iliomar zwischen Januar und Juli 1979 pro Monat 305 Menschen starben. Viele der Toten wurden nahe der alten portugiesischen Schule begraben. Einige Opfer wurden inzwischen von ihren Familien wieder ausgegraben und woanders beerdigt. Im Juni 1980 zählte der Subdistrikt Iliomar 5435 Einwohner. Zu ihnen gehörten auch Flüchtlinge aus den Nachbarregionen. 1970 hatte die Bevölkerungshöhe noch 4136 betragen. Das Rote Kreuz versorgte zwischen September 1979 und 1981 die Bewohner mit Nahrungsmittel. Die Todesrate sank auf zehn pro Monat. Ab Mitte 1982 übernahm die UNICEF die Aufgabe der Versorgung, musste aber seine Tätigkeiten 1983 einstellen, als die militärischen Operationen der Indonesier in der Region zunahmen.
Die indonesischen Besatzer ließen nicht zu, dass die Bewohner Iliomars an ihre alten Heimatorte zurückkehrten. Sie mussten sich stattdessen nach strategischen Gesichtspunkten an bestimmten Orten („daerah pemukiman“) neu ansiedeln. Die Bewohner von Iliomar II, die zuvor in der Region von Kampung Lama lebten, etwa drei Kilometer südlich des Ortes Iliomar, wurden nördlich des Ortes Aelebere und im Süden von Iliomar I angesiedelt. Die Einwohner Fuats lebten zuvor in der Region Bubutau, nördlich von Maluhira. Sie kamen nun in den Norden von Iliomar I. Die Menschen aus Caenlio wurden an dem Ort angesiedelt, an dem heute die Sekundärschule und die Kirche stehen. Bei der Kirche wurden auch die Einwohner von Tirilolo angesiedelt. Die Menschen durften Felder nur im Umkreis von 500 Metern um ihr neues Heim anlegen. Wer weiter weg wollte, brauchte eine Reisegenehmigung. Die Folge der Restriktion war Hunger. 1981 durften die Menschen von Tirilolo und Caenlio, 1982 die von Fuat in ihre alten Heimatdörfer zurückkehren. Die Einwohner von Larimi (Caenlio) mussten 1982 in die Aldeia Liufalun übersiedeln. Der Feldanbau blieb trotzdem durch die indonesischen Sicherheitskräfte eingeschränkt. Die Einwohner von Iliomar I und II blieben in den Umsiedlungslagern. 1983 wurden etwa 300 Familien infolge des Aufstands im damaligen Distrikt Lautém von Iliomar auf die Insel Atauro deportiert. Im selben Jahr wurde in der Region ein Waffenstillstand zwischen Indonesiern und FALINTIL vereinbart. Als Administrator des Subdistrikts (camat) wurde von den Indonesiern Orlando Marques eingesetzt. Doch kurz nachdem er von einem Verwaltungskurs auf Java zurückgekehrt war, wurde er wegen des Verdachts, er sei unzufrieden, von indonesischen Sicherheitskräften abgeholt und zum Hauptquartier des Infanteriebataillons 745 gebracht. Aufgrund von Schlägen starb er dann beim Verhör.
1985 kam es erneut zu einer Hungersnot. Beim Hinterhalt bei der Quelle von Ossohira am 21. November 1986 wurden 34 indonesische Soldaten von der FALINTIL getötet. Bis 1989 gab es in Iliomar keinen organisierten Widerstand gegen die Besatzer mehr, so dass sich die indonesische Verwaltung hier etablieren konnte. Trotzdem gab es immer wieder kleinere Scharmützel zwischen Guerilleros und indonesischen Sicherheitskräften. 1988 wurden die Einwohner Iliomars II nach Iradarate umgesiedelt, im Osten ihrer alten Heimat. Im selben Jahr kehrten die Menschen aus Iliomar I in ihre Dörfer zurück. Der in der Umsiedlungsphase gegründete Ort Dataran Faebere wurde wieder aufgegeben und ist heute unbewohnt. Die 1990er-Jahre blieben weitgehend ruhig.
Nach dem Unabhängigkeitsreferendum in Osttimor 1999, bei dem sich die Mehrheit der Osttimoresen für die Unabhängigkeit von Indonesien aussprach, brannten die indonesische Streitkräfte in Iliomar öffentliche Gebäude, wie das Verwaltungsgebäude, die medizinische Station und die prä-sekundäre Schule nieder und erschossen mehrere Haustiere.

## Politik

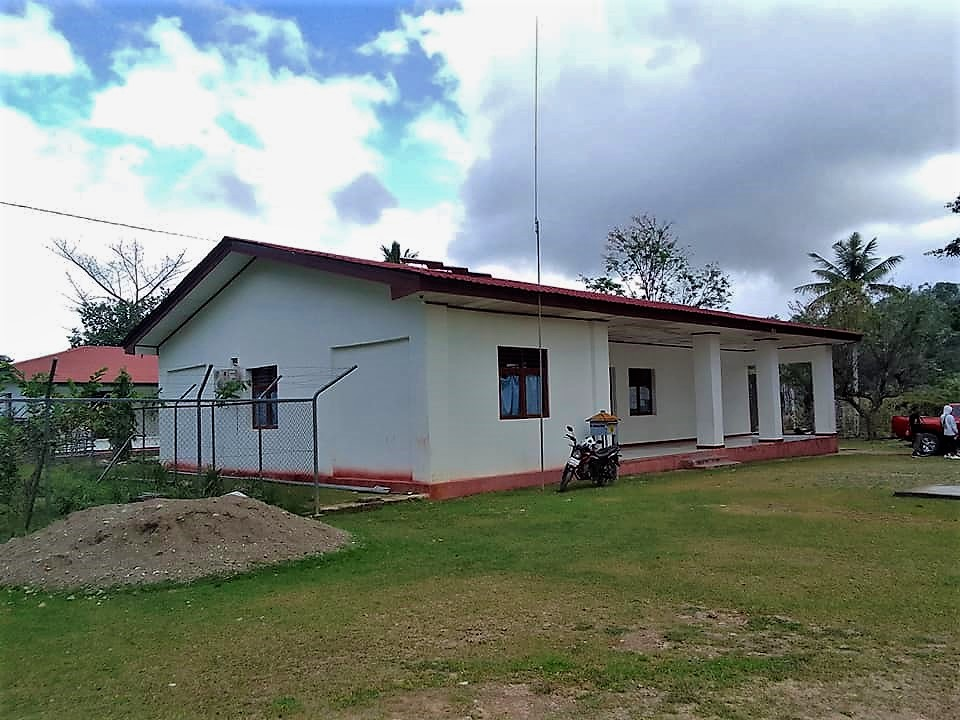
Sitz des Verwaltungsamtes (2022)

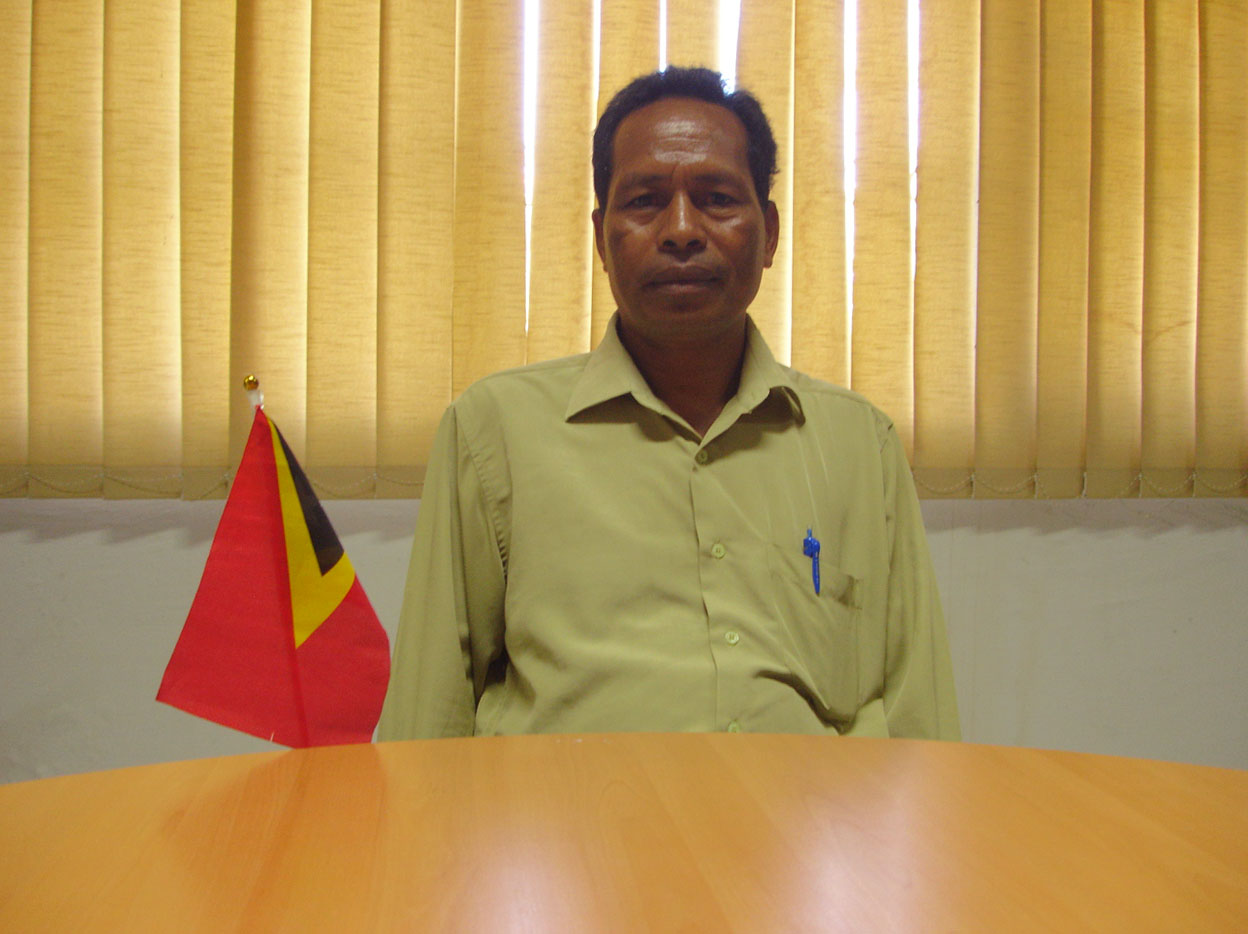
Administrator Luís Fernandes (2013)

Der Administrator des Verwaltungsamts wird von der Zentralregierung in Dili ernannt.
Liste der Administratoren Iliomars
| Amtszeit                    | Name                                          | weitere Informationen                                                                                           |
| --------------------------- | --------------------------------------------- | --- |
| 1934 (?) – 1942             | João Braz                                     | Korporal der Artillerie                                                                                         |
| 1946                        | Jorge Dargent Pereira Caldas                  | |
| 1947                        | Rui Serrão da Veiga Teixeira Lopes            | |
| 1948 – Dezember 1948        | Fernando Paraiso Guerreiro                    | |
| 1948 – März 1949            | José Vitor Pacheco da Costa Sequeira          | |
| 1949 bis 22. April 1949     | Carlos Alberto Monteiro Leite                 | abkommandiert nach Tutuala                                                                                      |
| 22. April 1949 – Ende 1949  | José Vitor Pacheco da Costa Sequeira          | |
| Januar 1950 – Mai 1950      | Gil Germano Gonçalves Ferreira                | |
| Mai 1950 – September 1951   | António Ernesto Pires Antunes                 | |
| 1951                        | Jorge Lopes de Rocha Vieira                   | |
| 1952 – März 1953            | Eduardo António Vaz de Quina Pinto Crisóstomo | |
| 1953 – November 1954        | António de Oliveira Leite                     | |
| 1954-August 1959            | Filomeno da Cruz Miranda Branco               | 1949 und von 1953 bis 1954 Beauftragter (Encarregado) in Luro                                                   |
| 1959 – März 1961            | Francisco Augusto Nobre Júnior                | |
| 1961 – Februar 1962         | Agusto César da Costa Mousinho                | |
| 1962 – August 1962          | Tito dos Anjos                                | |
| 1962 – März 1963            | Analecto Francisco Xavier Ribeiro             | als terceiro-escriturário                                                                                       |
| Juni 1963 – Juli 1964       | Fernando Domingos de Almeida e Sousa          | |
| Februar 1967 – Oktober 1968 | João Olivio Sequeira de Araújo                | |
| 1968 – Oktober 1968         | José Nunes Lopes                              | |
| 1968–1969                   | Rui Manuel de Morais e Silva                  | |
| Juli 1969 – September 1970  | Agapito Alvaro Maria Borges                   | |
| März 1971 – Januar 1972     | Jose Manuel de Oliveira Frade                 | |
| 1972 – April 1972           | Agapito Alvaro Maria Borges                   | |
| August 1972 – 1975          | André da Costa                                | Mestiço |
| 1978                        | Orlando Marques                               | aus Raça, starb in indonesischer Gefangenschaft                                                                 |
| 1980                        | Horacio Gago Kopsadas                         | aus Lospalos |
| 1981                        | Raimundo Fernandes                            | aus Lospalos |
| 1982                        | Roberto Seixas Miranda Jerónimo               | * 12. Juni 1955. Von den Indonesiern in der Haftanstalt Cipinang gefangen gehalten, lebte danach in Portugal    |
| 1985                        | Jaime da Costa                                | Später Repräsentant in der Volksversammlung von Lautém (DPRD II), 2002: High-School-Lehrer in Lospalos          |
| 1988 – 1992                 | Sirana                                        | Indonesischer Leutnant aus Java                                                                                 |
| 1993                        | Florindo Ferreira                             | aus Lospalos |
| 1995                        | Tomás Neves                                   | Als Gegner der Indonesier abgesetzt, lebte später in Lospalos                                                   |
| 1997                        | Mateus da Costa                               | übergangsweise für sechs Monate im Amt; aus Lospalos                                                            |
| 1998 – 1999                 | Horácio Marques                               | seit 2014 Generaldirektor des Arquivo Nacional de Timor-Leste                                                   |
| 2001–2003                   | Mário Fernandes Cabral                        | erster Subdistrikt-Koordinator im unabhängigen Osttimor                                                         |
| 2003 – 2013                 | Abílio Quintão Pinto                          | Sekretär des Conselho Nacional de Resistência Timorense (CNRT) bis Mitte 2001; erster Subdistrikt-Administrator |
| um 2015                     | Luís Fernandes                                | |
| um 2016                     | João Baptista Roas                            | |
| ab 2021                     | Jacob dos Reis                                | |

## Wirtschaft

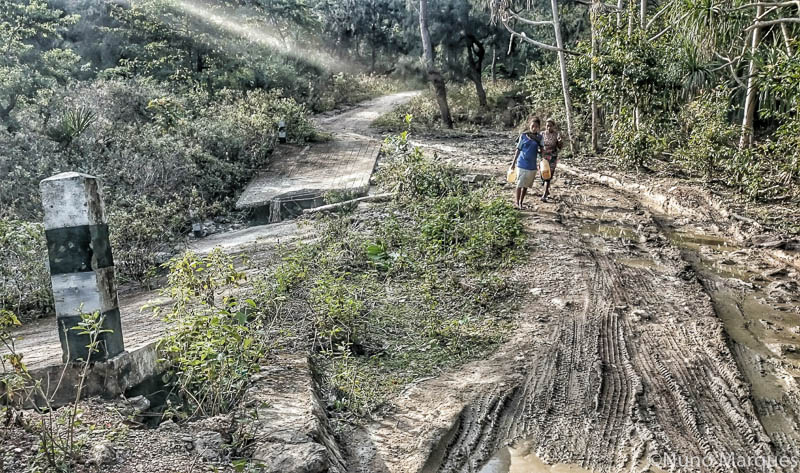
Straße bei Iliomar (2015)

Die Menschen in Iliomar leben vor allem von der Landwirtschaft für den Eigenbedarf. Kokospalmen wurden gerade in der indonesischen Besatzungszeit verstärkt angebaut, um ein zusätzliches Einkommen zu erzielen. Im Januar und im Juni wird Mais ausgesät, in April und August geerntet. Reis wird im Januar angepflanzt und in April/Mai geerntet, an der Mündung des Ireberes ist auch eine zweite Ernte in August/September möglich. 46 % der Haushalte in Iliomar verfügen über Kokospalmen, 50 % bauen Mais an, ebenso viele Maniok, 38 % Gemüse, 26 % Reis und 11 % Kaffee. 2002 wurden 526,5 Hektar in Iliomar landwirtschaftlich genutzt. Weitere Agrarprodukte sind Süßkartoffeln, Lichtnüsse, Betelnüsse und Früchte und Saft der Palmyrapalmen. Gerade in der Trockenzeit kann es zu Nahrungsmittelmangel kommen, da die Bevölkerung weitgehend von der eigenen Ernte abhängig ist. Probleme verursachen auch Schädlinge, wie Ratten und bei Kokosnüssen, der Käfer Oryctes rhinoceros.
Fischen an der Küste ist fast nicht üblich. An Vieh werden Wasserbüffel, Rinder, Banteng, Pferde, Schweine, Ziegen, Tauben und Hühner gehalten.
In Heimarbeit weben Frauen Taisstoffe, die auch als Kleidung getragen werden.
Im Ort Iliomar findet Donnerstag und Sonntag vormittags der regionale Markt statt. Außerdem gibt es zwei Läden und einige kleine Kioske.

## Sport
Der FC Lero spielt in der Liga Futebol Amadora Segunda Divisão 2018. Ein weiterer registrierter Fußballverein ist der AS Lero.

## Persönlichkeiten
- Domingos Sávio (* 1968), osttimoresischer Beamter